# Visboeck

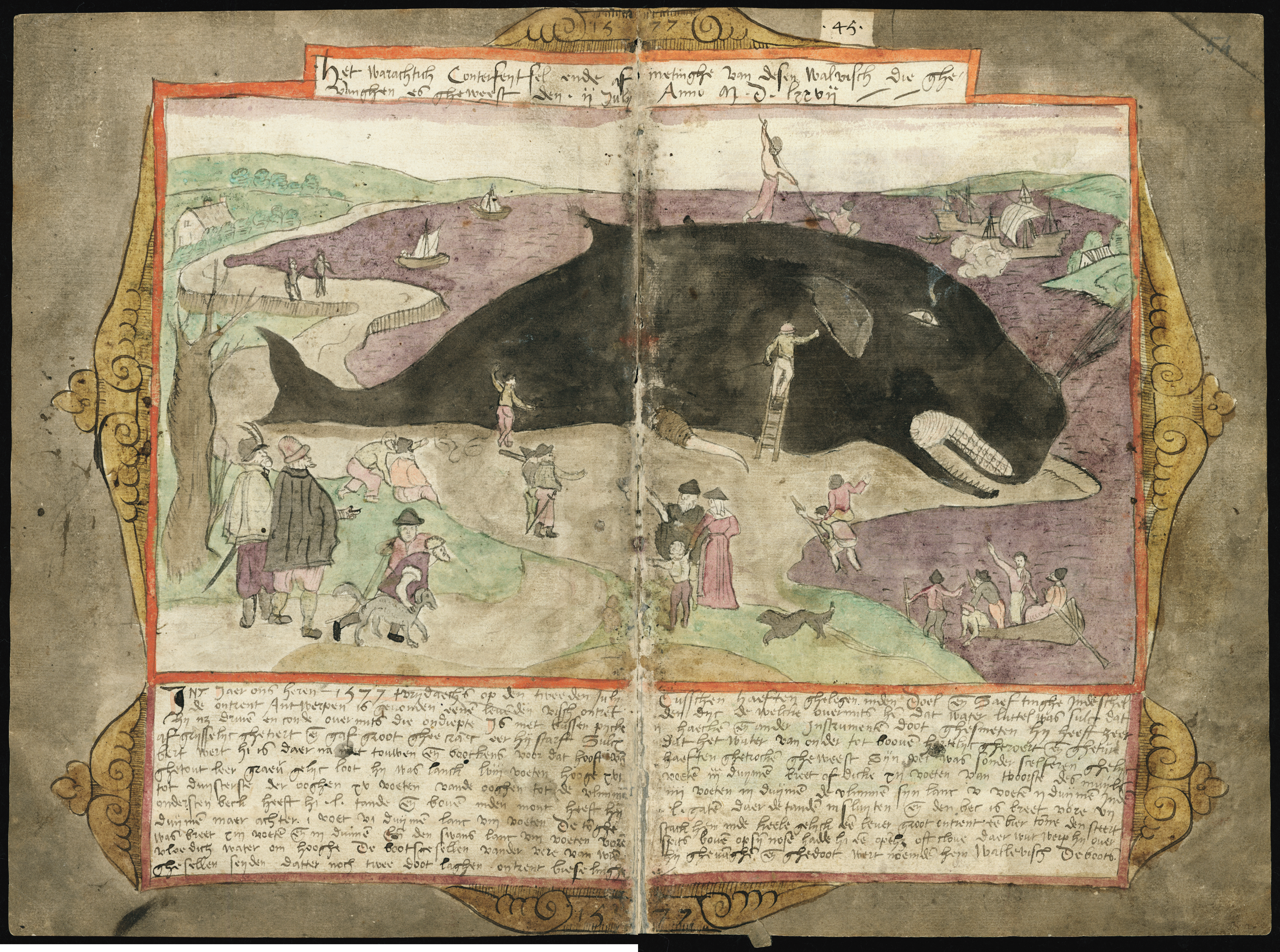
Walvis in Saaftinge

Das Fischbuch, Visboeck, manchmal auch „Visbooc“ oder „Visboock“, ist ein Manuskript des 16. Jahrhunderts aus Holland. Sein Verfasser und der Zeichner der farbigen Illustrationen ist der Scheveninger Fischhändler und Seefischauktionator Adriaen Coenen (1514–1587).
Das farbig illustrierte Manuskript handelt von der Nordsee-Fischerei, den gefangenen und angespülten Fischen, ihrer Fangzeit und ihren Fangbooten und Netzen. Das Buch geht aber weit darüber hinaus. Obwohl sich ein Mangel an universitärer Ausbildung ab und zu bemerkbar macht, spürt man vor allem Coenens große Neugier und weite Lektüre. Ihn interessierte alles an der Natur und so kommen im Fischbuch auch Spinnen, Schmetterlinge, Spukgestalten, Seeungeheuer, Drachen, Wesen aus fernen Ländern, imaginär, aber allgemein für existent gehalten, Nilpferden, Krokodilen und anderen Kuriositäten auf.
Neben Adriaen Coenens Berufserfahrung und Erlebnissen, wenn er etwa über die Vorführung einer Frau aus Labrador mit ihrem Kind in Den Haag (1567) berichtet, beruht sein Buch zu einem großen Teil auf Hörensagen und Lektüre, dennoch ist es für den Historiker von großem Belang.
Vor dem Visboeck von 1577/78 soll er ein ähnliches Werk verfasst haben. Erhalten haben sich sein Walvisboeck und ein ergänzendes Haringkoningboeck,  Walbuch und Heringskönig oder Petersfischbuch.

## Galerie

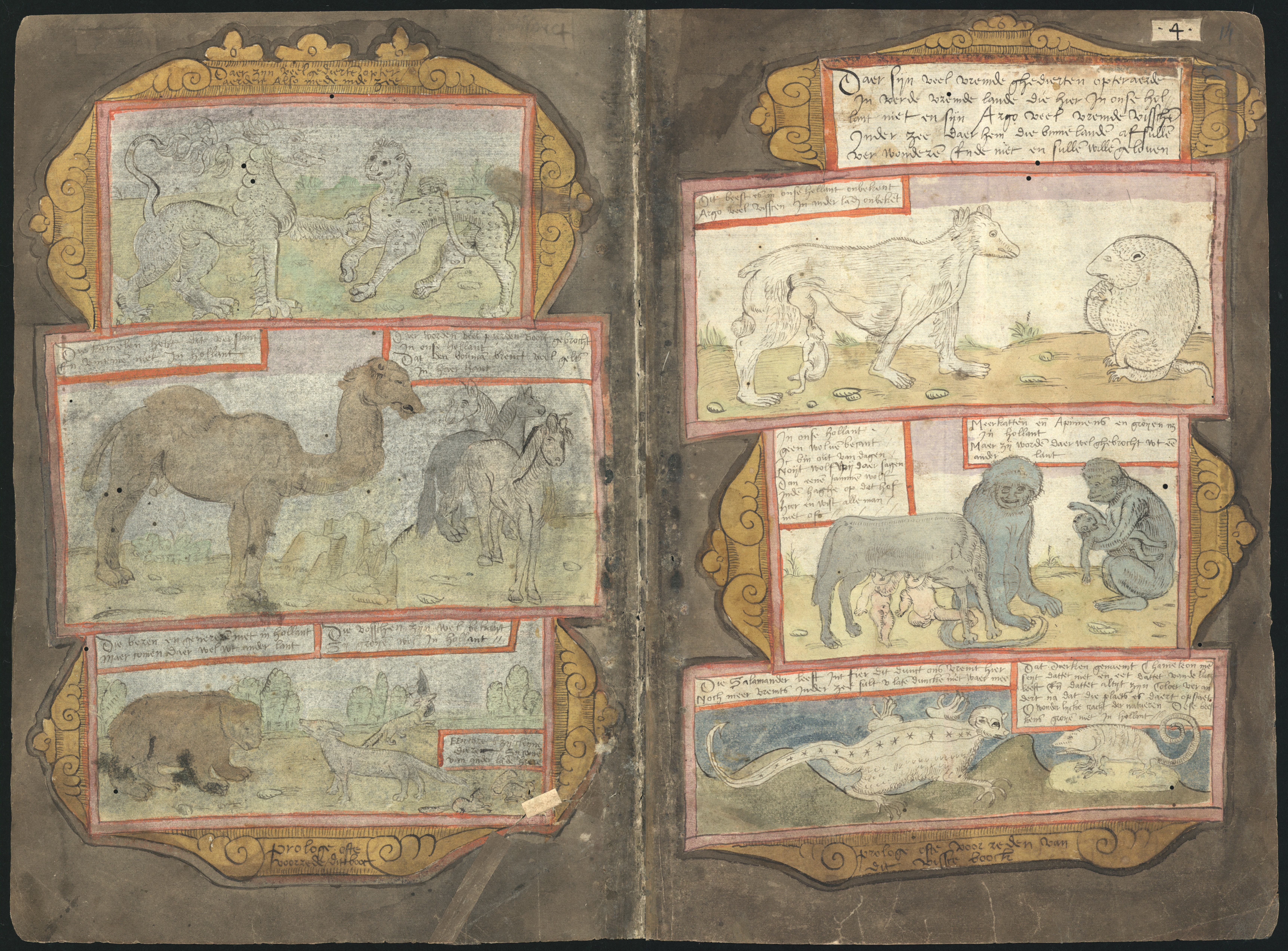
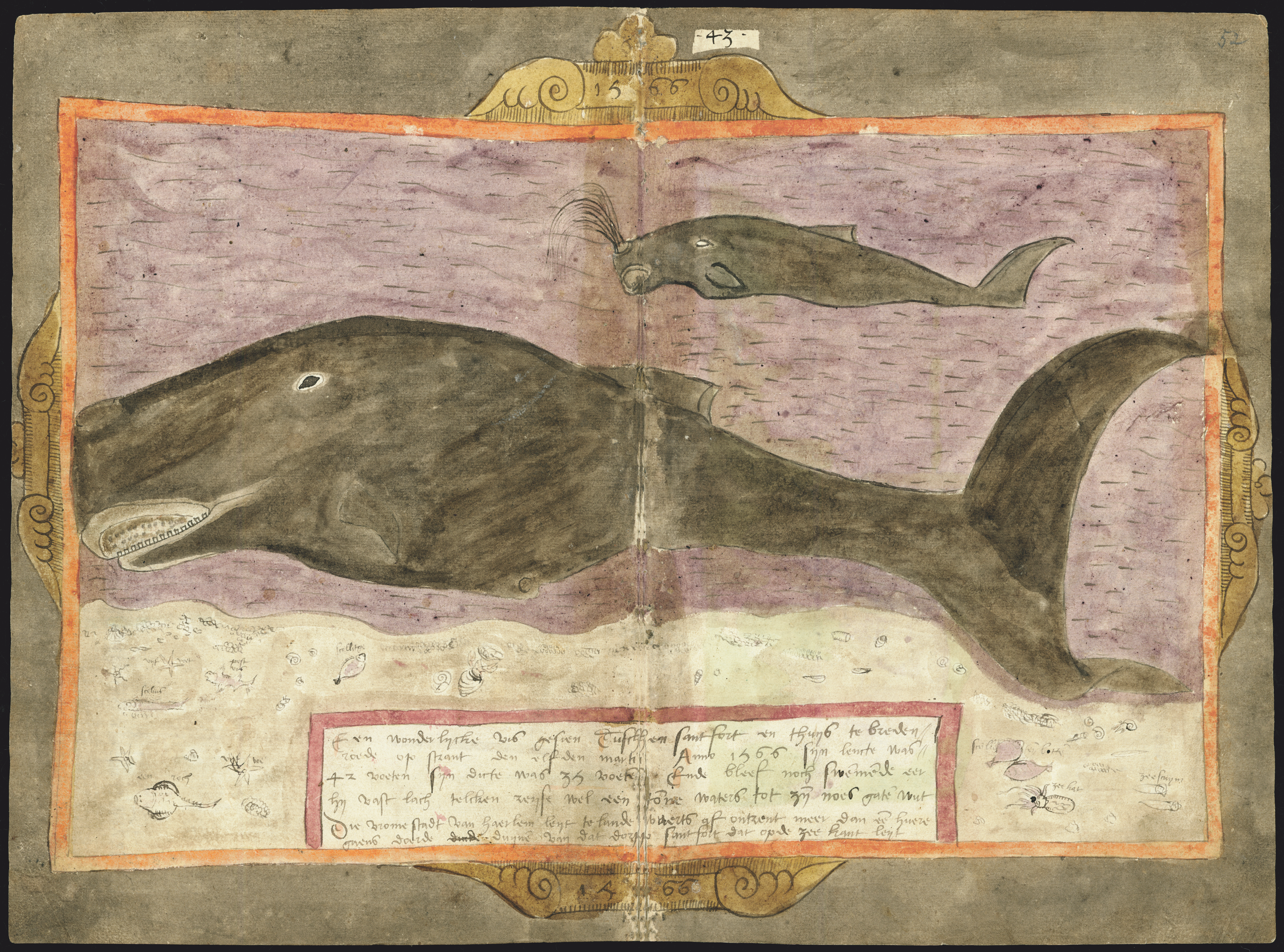
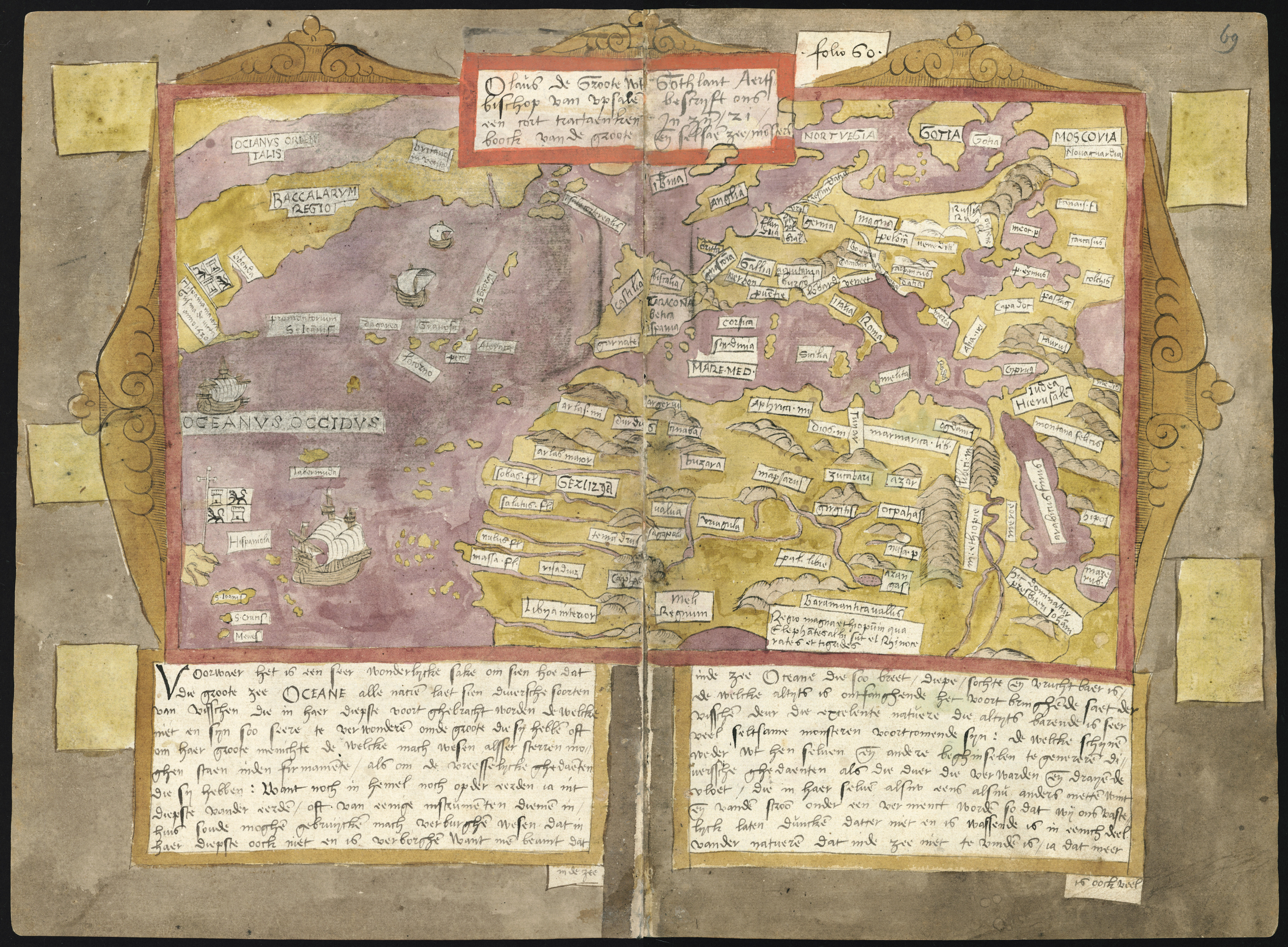
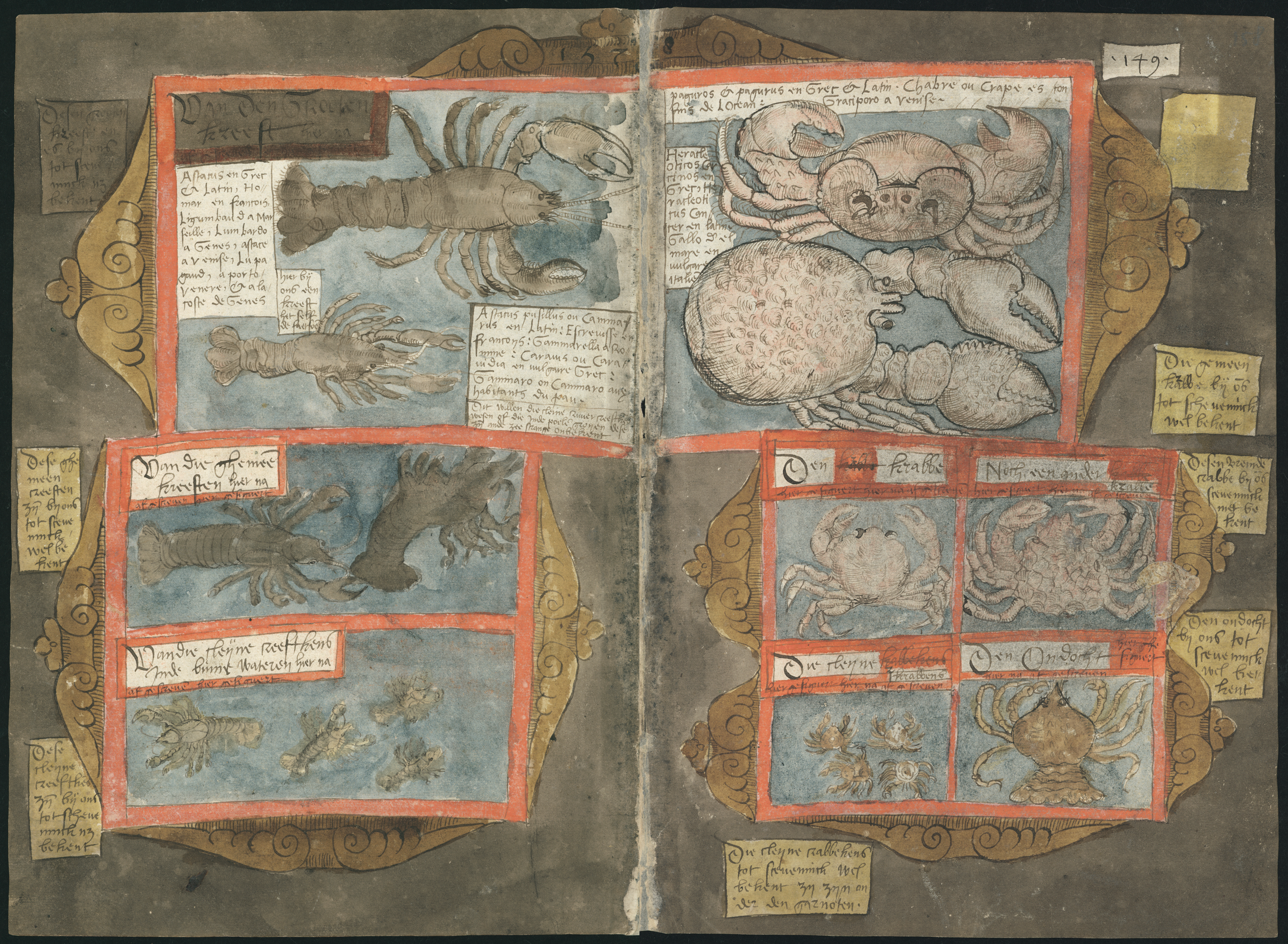
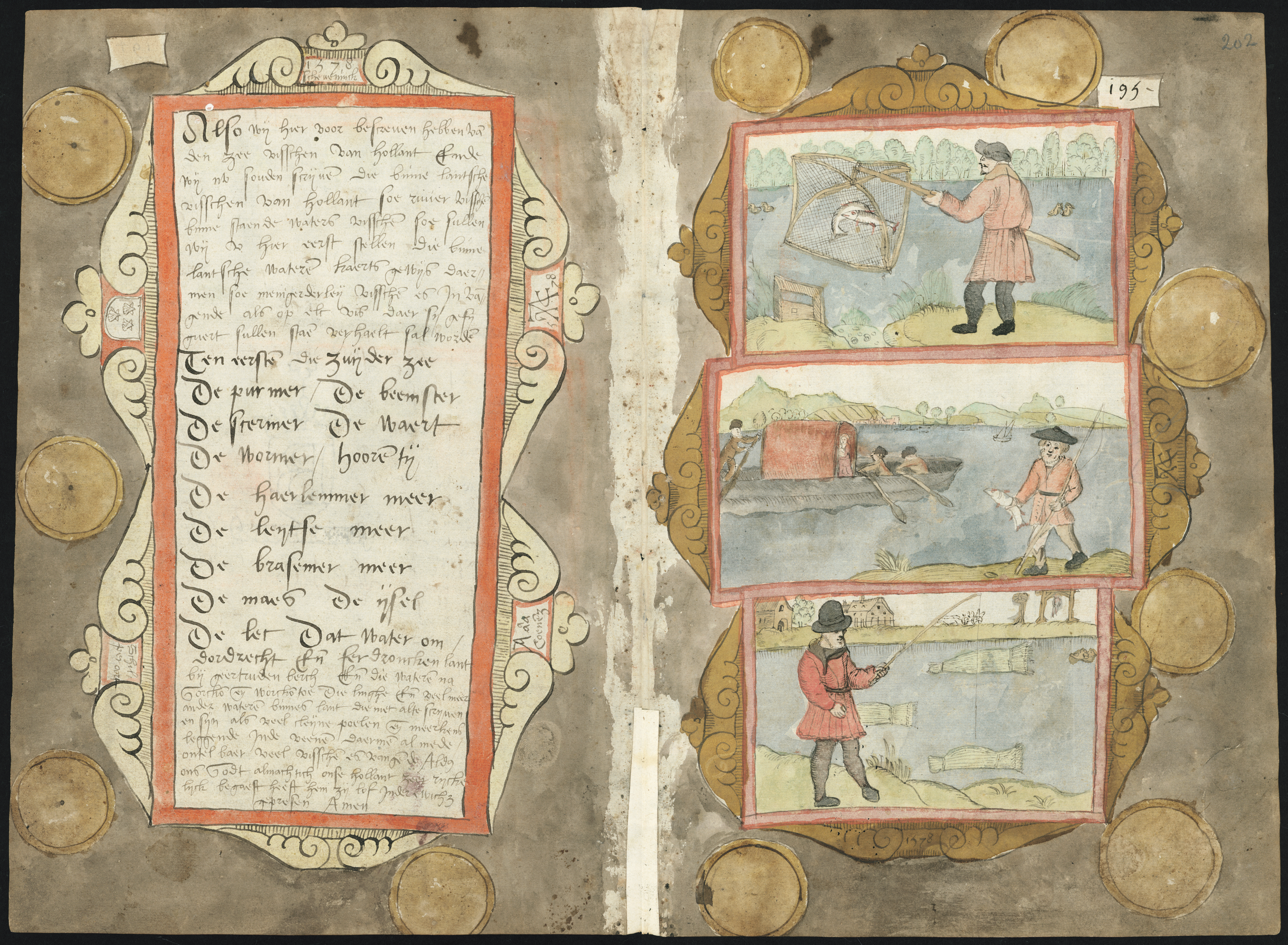
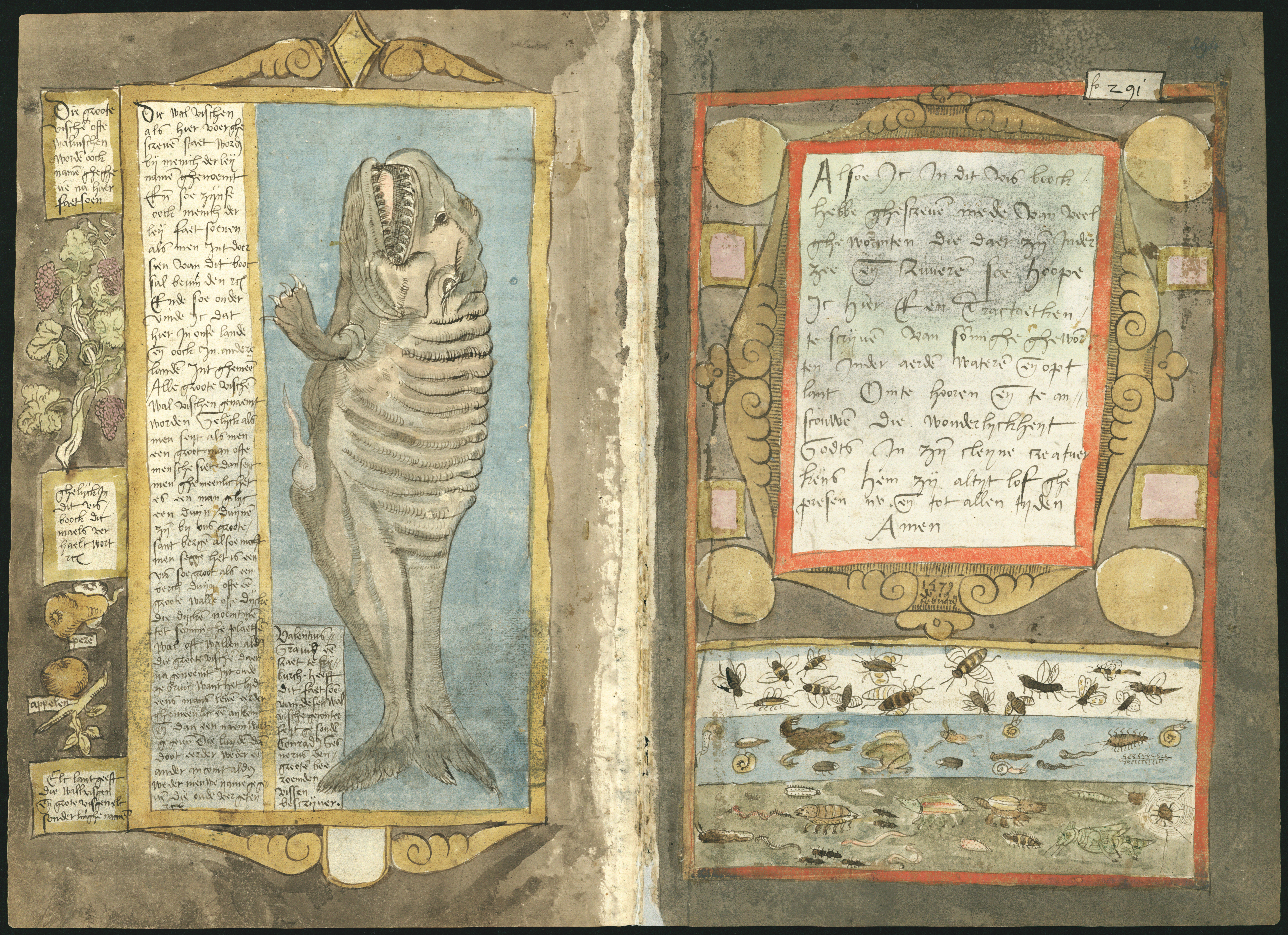
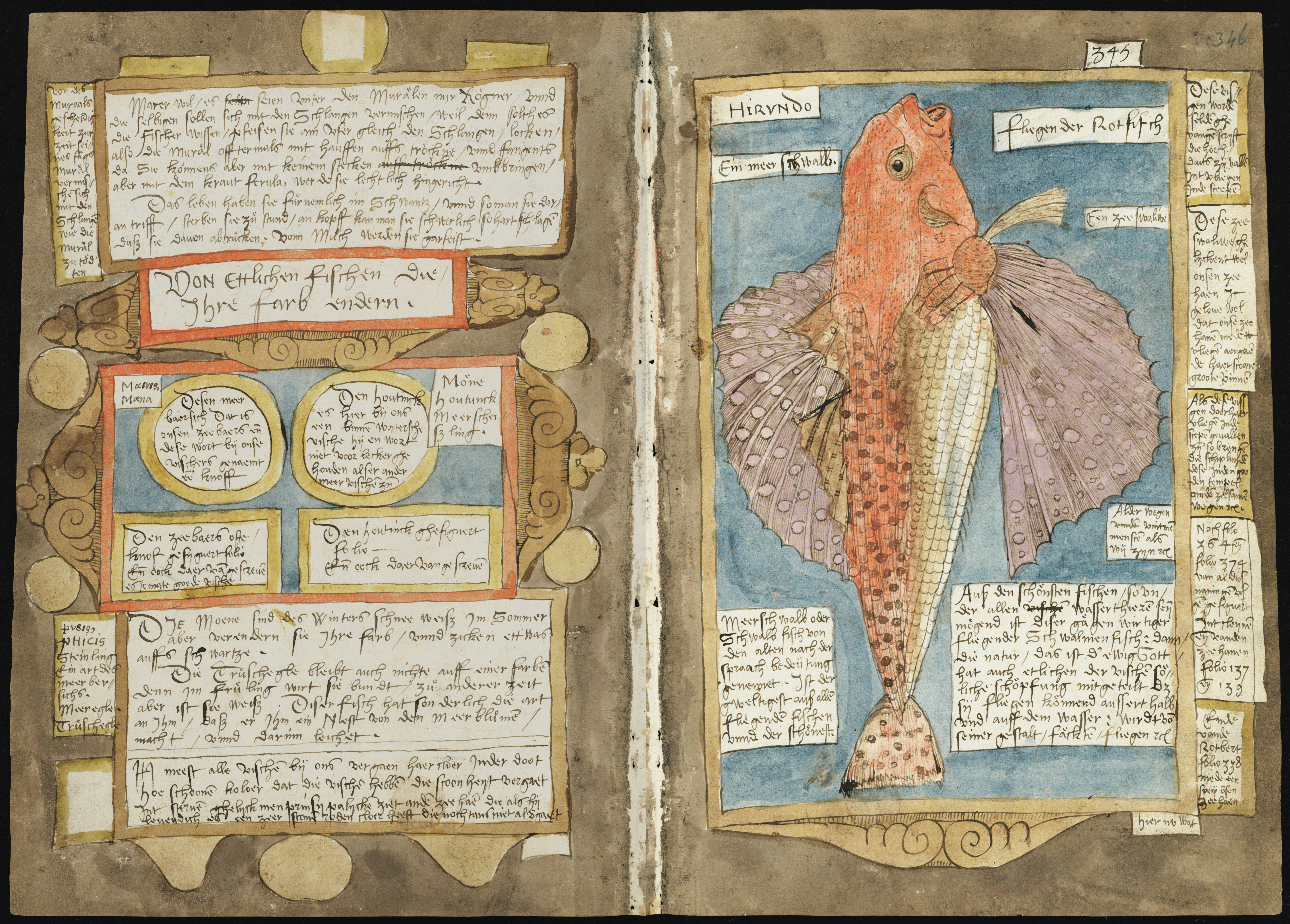
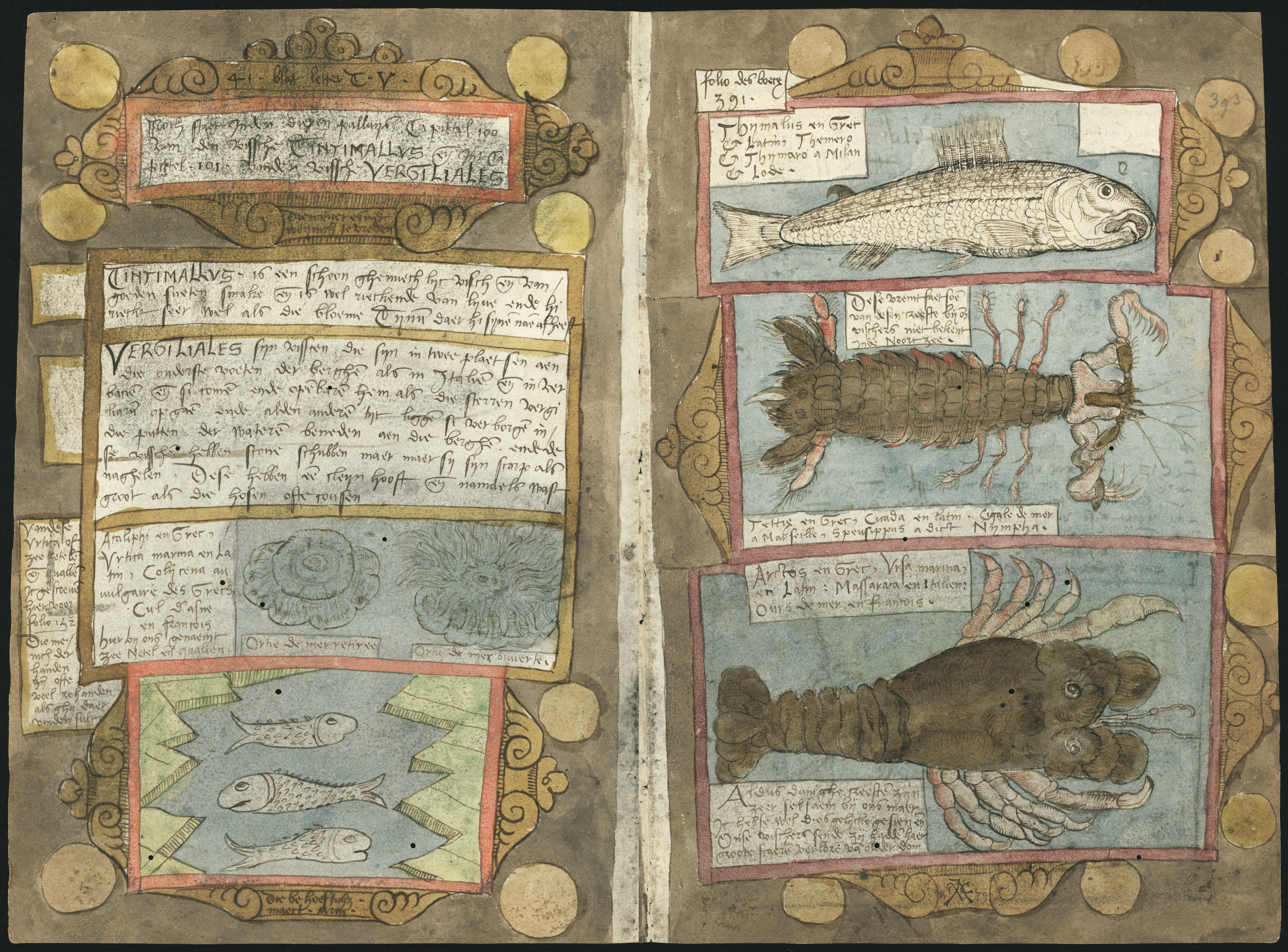